# اندیس غرب استند
غرب استند یک اندیس فلزی است که در حوالی شهر خونیک استان خراسان قرار دارد و مادهٔ معدنی موجود در آن، مس است.سنگ میزبان این اندیس کالرملانژ است و دیرینگی آن به دوران کرتاسه می‌رسد. در این اندیس، پاراژنز‌های لیمونیت یافت می‌شوند.